# バーバリ戦争
バーバリ戦争(バーバリせんそう、Barbary Wars)またはトリポリ戦争(トリポリせんそう、Tripolitan Wars)は、主にアメリカ合衆国と北アフリカの現リビアに存在したカラマンリー朝（イスラム教の都市国家）との間で行われた二度の戦争。戦争の名称は、戦場となった地中海の北アフリカ沿岸が「バルバリア海岸」と呼ばれていたことに由来する。
このころ、地中海ではオスマン帝国の独立採算州であった地中海沿岸の北アフリカに所在するバーバリ諸国が配下の武装組織であるバルバリア海賊の武力を背景に地中海を通過する商船から船籍国から「通行料」と称する上納金を徴収していた。
戦争に至った経過は、アメリカ合衆国が独立直後の財政難のために値上げされた通行料を支払えず、怒った海賊がアメリカ商船を襲撃し、捕虜を奴隷として売り飛ばそうとしたためであった。アメリカ合衆国は財政難により、捕虜の身代金を海賊の要求どおり支払えないため、この事態に至って実力による解決を選択した。アメリカ海軍はアメリカ海兵隊とともにこれらの海賊都市を攻撃し、海賊の頭目にアメリカ商船を襲撃しないことを誓わせ、地中海における安全な通行権を得ることとなった。
この戦争は、他の紛争と混同され、しばしば「アメリカの忘れられた戦争」と呼ばれる。
バーバリ諸国に対する制裁行為は、トーマス・ジェファーソンおよびジェームズ・マディソン政権によって行われた。その紛争に勝利すると、民主共和党員たちは海賊たちとの金銭解決の拒否と、前の連邦党政権下でのXYZ事件での交渉決裂を、同事件の特使であったチャールズ・コーツワース・ピンクニーが作ったとする「Millions for defense, but not one cent for tribute(守りのためにどんなに多額の費用かかろうとも、ご機嫌取りのために支払う金は一切ない) 」の句を用いて対比させた。
海兵隊讃歌では、その歌い出しでこの戦争について言及している。
モンテズマの回廊からトリポリの海岸まで...
From the halls of Montezuma to the shores of Tripoli...